# Marvin Harrison

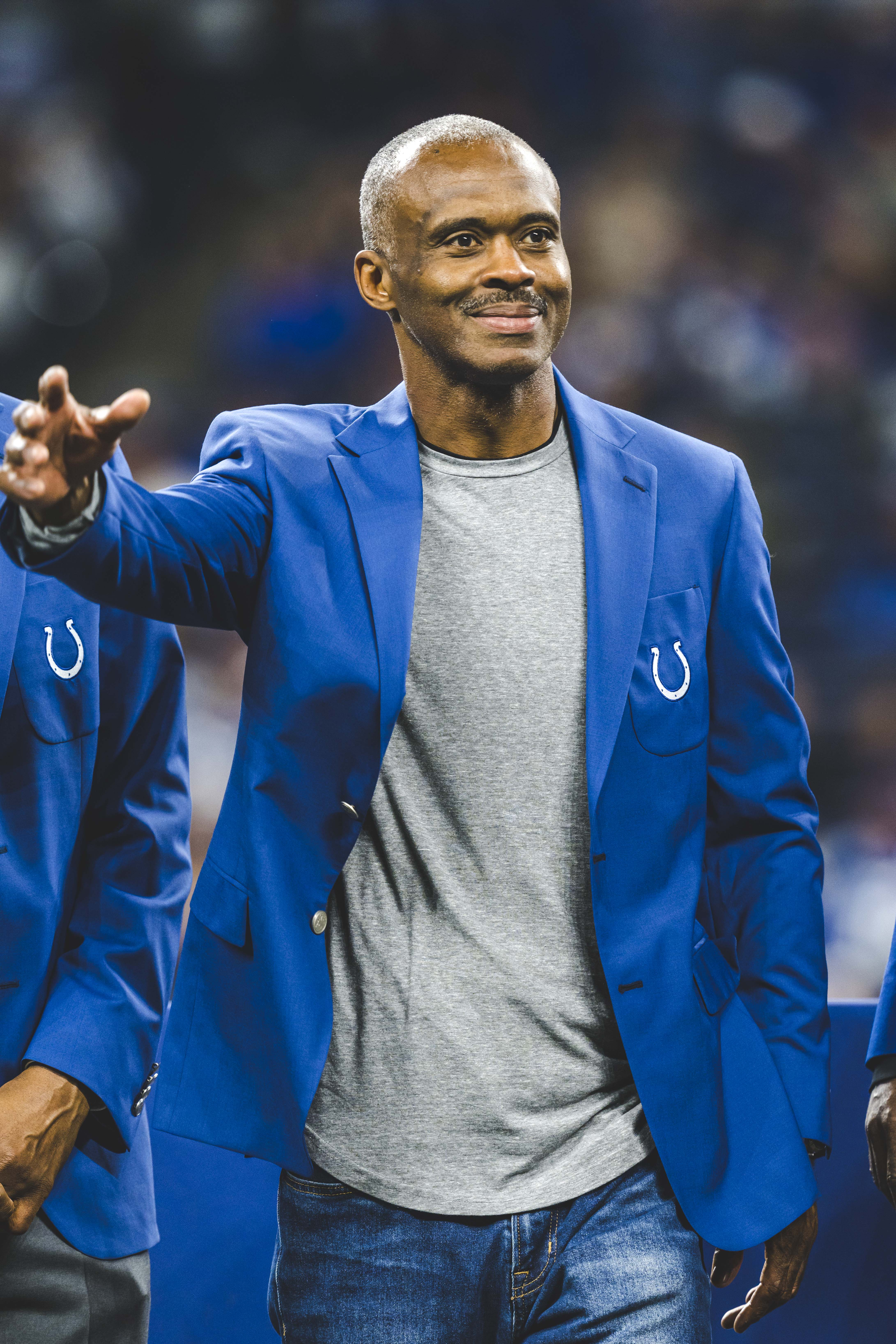
Marvin Harrison en 2022.

Marvin Daniel Harrison (nacido el 25 de agosto de 1972 en Filadelfia, Pensilvania) es un exjugador de fútbol americano de la NFL que jugaba en la posición de wide receiver.
Harrison jugó al fútbol americano universitario para la Universidad de Siracusa y fue elegido en el draft de la NFL de 1996 por los Indianapolis Colts en la selección 19 de la primera ronda. Pasó toda su carrera en el equipo de Indiana hasta 2008, donde fue campeón del Super Bowl XLI.
Al lado de Peyton Manning formaron una pareja de quarterback y wide receiver muy productiva, y poseen el récord de más touchdowns en conjunto con 112, el récord de más yardas entre un quarterback y un wide receiver con 12756, y el récord de un quarterback y un wide receiver con más recepciones entre ellos mismos con 953.
Harrison fue seleccionado 8 veces al Pro Bowl (1999, 2000, 2001, 2002, 2003, 2004, 2005, 2006) y 3 al primer equipo All-Pro(1999, 2002, 2006).